# UEFA Euro 2008 (videogioco)
UEFA Euro 2008 è un videogioco calcistico, dedicato all'omonima manifestazione continentale. Fu presentato nella primavera 2008, a poche settimane dal via della rassegna.

## Modalità di gioco
Il titolo riprende, sostanzialmente, le caratteristiche comuni agli altri giochi dedicati all'Europeo: la possibilità di sostenere le qualificazioni e partecipare alla fase finale (con l'obiettivo di portare al trionfo la Nazionale scelta), di disputare amichevoli e creare tornei personalizzati.
In aggiunta al precedente gioco, si registrano l'opportunità di creare un proprio calciatore (guidandolo in una carriera individuale) e di accedere al negozio in cui sono presenti figurine, stadi, filmati, colonne sonore e palloni. È inoltre stata inserita una modalità di stampo storico, nella quale il giocatore rivive alcune partite - tra Nazionali - disputatesi dal 2004 al 2007 e rimaste negli annali per i risultati.
Nell'edizione in lingua italiana, i commentatori sono Fabio Caressa e Giuseppe Bergomi.

## Squadre
- Albania
- Andorra
- Armenia[5]
- Austria
- Azerbaigian[5]
- Bielorussia[5]
- Belgio
- Bosnia ed Erzegovina
- Bulgaria
- Croazia
- Cipro[6]
- Danimarca
- Estonia
- Finlandia[6]
- Francia
- Galles[5]
- Georgia[5]
- Germania
- Grecia
- Inghilterra
- Islanda[5]
- Fær Øer[5]
- Irlanda
- Irlanda del Nord
- Israele[6]
- Italia
- Kazakistan[5]
- Lettonia
- Liechtenstein
- Lituania[5]
- Lussemburgo[5]
- Macedonia2
- Malta
- Moldavia[5]
- Montenegro[5]
- Norvegia
- Paesi Bassi[5]
- Polonia
- Portogallo4
- Rep. Ceca
- Romania
- Russia[5]
- San Marino
- Scozia
- Serbia[5]
- Slovacchia
- Slovenia
- Spagna
- Svezia
- Svizzera
- Turchia
- Ungheria[6]
- Ucraina[6]

## Colonna sonora
Il videogioco include i seguenti brani:
| Artista                     | Canzone                                     | Album                                | Lingua           | Nazione     |
| --------------------------- | ------------------------------------------- | ------------------------------------ | ---------------- | ----------- |
| Carolina Liar               | I'm Not Over                                | Coming to Terms                      | Inglese          | USA         |
| Crystal Castles             | Air War                                     | Crystal Castles                      | Inglese          | Canada      |
| Yelle                       | À Cause des Garçons (Riot in Belgium Remix) | Pop Up                               | Francese         | Francia     |
| The Pigeon Detectives       | I'm Not Sorry                               | Wait For me                          | Inglese          | Inghilterra |
| Boys Noize                  | Don't Believe The Hype                      | Oi Oi Oi                             | Inglese          | Germania    |
| Datarock                    | I Used To Dance With My Daddy               | Datarock Datarock                    | Inglese          | Norvegia    |
| Ejectorseat                 | Attack Attack Attack                        | Attack Attack Attack                 | Inglese          | Inghilterra |
| Infected Mushroom           | Becoming Insane                             | Vicious Delicious                    | Inglese-spagnolo | Israele     |
| Junkie XL Feat. Electrocute | Mad Pursuit                                 | Booming Back At You                  | Inglese          | Paesi Bassi |
| Karoshi Bros.               | Love The World                              | Karoshi Bros.                        | Inglese          | Inghilterra |
| Look See Proof              | Casualty                                    | Between Here And There               | Inglese          | Inghilterra |
| The Magic Numbers           | Take A Chance                               | Those the Brokes                     | Inglese          | Inghilterra |
| Mendetz                     | The Boola Shines In A Pink Neon Room        | The Boola Shines In A Pink Neon Room | Inglese          | Spagna      |
| Mexicolas                   | Come Clean                                  | X                                    | Inglese          | Inghilterra |
| Operator Please             | Get What You Want                           | Yes Yes Vindictive                   | Inglese          | Australia   |
| Pete and the Pirates        | Come On Feet                                | Little Death                         | Inglese          | Inghilterra |
| The Features                | I Will Wander                               | Contrast                             | Inglese          | USA         |
| The Magnificents            | Get It Boy                                  | Year Of Explorers                    | Inglese          | Scozia      |
| The Young Punx              | Your Music Is Killing Me                    | Your Music Is Killing Me             | Inglese          | Inghilterra |